# Papinska crkvena akademija
Papinska crkvena akademija je ustanova Katoličke Crkve, koja priprema svećenike za diplomatsku službu u nuncijaturama diljem svijeta ili u Državnom tajništvu Svete Stolice.

## Ustroj
Papinska crkvena akademija je institucija pod izravnom upravom Državnog tajništva Svete Stolice, odnosno državnog tajnika pro tempore.
Akademiju vodi predsjednik, kojega izabire i imenuje Sveti Otac uz pomoć državnog tajnika. Uvijek je to apostolski nuncij, s titulom nadbiskupa i diplomatskim iskustvom.
Zadaća predsjednika je godišnje regrutirati desetak svećenika, koje je potrebno, nakon polaganja odgovarajućih ispita, uvesti u diplomatsku službu Svete Stolice; zadatak mu je prihvatiti i pratiti sve učenike te organizirati ukupni tečaj formacije. Predsjednik je također odgovoran za upravljanje redovničkim (tu djeluje i redovnička družba) te laičkim osobljem u kući.
Trenutno ustanovom predsjeda apostolski nuncij Giampiero Gloder, naslovni nadbiskup Telde. 

### Članovi akademije
Svake je godine otrilike deset novih kandidata pozvano u Papinsku crkvenu akademiju. Oni su svećenici koji dolaze iz različitih biskupija svijeta. Novi kandidati mogu imati najviše 33 godine.

### Formacija
Učenici pohađaju dvostruku formaciju. Prije svega, studiraju pri nekome od Papinskih crkvenih sveučilišta u Rimu, sve do postizanja stupnja doktorata. Najčešće je to studij kanonskog prava.
Također je predviđen jedan unutarnji formativni tečaj, koji je dozvoljen samo studentima Akademije. Taj interni formacijski tečaj traje dvije godine i završava ispitom u Državnom tajništvu, koji na koncu dodjeljuje odgovarajuću diplomu. Tečaj je usmjeren na stjecanje znanja iz područja diplomacije, a između ostaloga uključuje: povijest diplomacije, diplomatski stil i poznavanje stranih jezika (engleskoga i španjolskog).

## Povijest
Osnivatelj Papinske crkvene akademije je Pietro Garagni (potaknut idejom blaženog Sebastiana Valfrè iz Torina), koji 1701. godine osniva ustanovu pod imenom Akademija plemenitih svećenika. Od početka akademija je bila posvećena diplomatskoj formaciji svećenika iz plemićkih obitelji. Od 1706. akademija je smještena u palači Severoli (Piazza della Minerva), gdje joj je i današnje sjedište. 1850. je preustrojena te je postala posebno mjesto namijenjeno za pripravu budućih papinskih diplomatskih službenika.

## Istaknuti članovi akademije

### Pape
- Papa Klement XIII
- Papa Lav XII.
- Papa Lav XIII
- Papa Benedikt XV
- Papa Pavao VI.

### Druge osobe
- Popis bivših članova od 1701.
- Neki od Hrvata koji su bili članovi Akademije su: nadbiskup Petar Rajič, nadbiskup Nikola Eterović, nadbiskup Ante Jozić, svećenik Marinko Antolović, svećenik Slađan Ćosić, svećenik Dario Paviša, svećenik Hrvoje Škrlec, svećenik Većeslav Tumir, svećenik Mislav Hodžić, svećenik Renato Kučić i dr.

## Predsjednici
- Biskup Matteo Gennaro Sibilia † (1701. - 1704.)
- Nadbiskup Innocenzo Gorgoni, O.S.B. † (1763. - 1764.)
- Nadbiskup Giovanni Giacomo Sinibaldi † (1814. - 1843.)
- Biskup Giovanni Battista Rosani, Sch. P. † (1844. - 1847.)
- Biskup Giuseppe Cardoni † (1850. - 1873.)
- Biskup Venanzio Mobili † (1873. - 1875.)
- Biskup Odoardo Agnelli † (1875. - 1878.)
- Biskup Placido Maria Schiaffino, O.S.B.Oliv. † (1878. - 1884.)
- Nadbiskup Domenico Ferrata † (1884. - 1885.)
- Nadbiskup Luigi Sepiacci, O.S.A. † (1885. - 1886.)
- Nadbiskup Francesco Satolli † (1888. - 1891.)
- Nadbiskup Augusto Guidi † (1892. - 1894.)
- Nadbiskup Filippo Castracane degli Antelminelli † (1894. - 1898.)
- Nadbiskup Rafael Merry del Val y Zulueta † (1899. - 1903.)
- Nadbiskup Francesco Sogaro † (1903. - 1912)
- Nadbiskup Giovanni Maria Zonghi † (1914 - 1941)
- Biskup Paolo Savino † (1941 - 1959)
- Nadbiskup Giacomo Testa † (1959 - 1962)
- Nadbiskup Gino Paro † (1962 - 1969)
- Nadbiskup Salvatore Pappalardo † (1969 - 1970)
- Nadbiskup Felice Pirozzi † (1970 - 1975)
- Nadbiskup Cesare Zacchi † (1975 - 1985)
- Nadbiskup Justin Francis Rigali (1985 - 1989)
- Nadbiskup Karl-Joseph Rauber (1990 - 1993)
- Nadbiskup Gabriel Montalvo Higuera † (1993 - 1998)
- Nadbiskup Giorgio Zur (1998 - 2000)
- Nadbiskup Justo Mullor García † (2000 - 2007)
- Nadbiskup Beniamino Stella (2007 - 2013)
- Nadbiskup Giampiero Gloder, od 21. rujna 2013.

## Dopredsjednici
- Biskup Elio Sgreccia (1994. - 2005.)

## Diplomati koji nisu pohađali Akademiju
Jedan manji broj diplomata koji predstavljaju Svetu Stolicu nisu pohađali ovu Papinsku crkvenu akademiju. Između ostalih to su: Michael Louis Fitzgerald, Silvano Maria Tomasi, Charles John Brown, Aldo Giordano, Paul Mounged El-Hachem, Michael August Blume, S.V.D. i Ghaleb Moussa Abdalla Bader.[nedostaje izvor]

## Vanjske poveznice
- Službena internetska stranica Akademije